# Anton Ackermann
Anton Ackermann, eigenlijk: Eugen Hanisch, (Thalheim, 25 december 1905 – Berlijn, 4 mei 1973) was van januari tot oktober 1953 waarnemend minister van Buitenlandse Zaken van de DDR.
Anton Ackermann was van Joodse afkomst. Zijn vader was arbeider. In de jaren 20 sloot hij zich aan bij de communistische jeugdbeweging en was hij werkzaam als arbeider. In 1926 werd hij lid van de Communistische Partij van Duitsland (Kommunistische Partei Deutschlands, KPD). Van 1926 tot 1929 was gemeenteraadslid van Thalheim.
Van 1929 tot 1931 bezocht hij de Lenin Hogeschool in Moskou. Na zijn terugkeer in Duitsland vervulde hij hoge functies binnen de KPD. De KPD werd in 1933 door Hitler verboden, maar zette haar activiteiten ondergronds voort. In 1935 werd Ackermann in het Centraal Comité van de KPD gekozen en tevens kandidaat-lid van het Politbureau. Later dat jaar week hij uit naar Praag waar hij tot 1937 verbleef. In 1937 en 1938 was hij voor de KPD werkzaam in Parijs.
Tijdens de Spaanse Burgeroorlog was hij leider van de politieke school van de Internationale Brigades. Gedurende de Tweede Wereldoorlog verbleef hij in Moskou. Van 1943 tot 1945 vervulde hij functies binnen het National Komitee Freies Deutschlands (Nationaal Comité Vrij Duitsland), een antifascistische organisatie die uit Duitse krijgsgevangenen en vluchtelingen bestond.
Op 1 mei 1945 keerde hij naar Duitsland terug en vestigde zich in Oost-Berlijn. In 1946 sloot hij zich aan bij de Sozialistische Einheitspartei Deutschlands (Socialistische Eenheidspartij van Duitsland), de opvolger van de KPD. Sedert 1946 was hij lid van het Partijbestuur en het Secretariaat van de SED. In 1949 werd hij kandidaat-slid van het Politbureau.
In oktober 1949 werd Ackermann staatssecretaris (hoogste ambtenaar) van Buitenlandse Zaken onder minister Georg Dertinger. Van 1950 tot 1954 was hij ook lid van de Volkskammer. Na de val van Dertinger (januari 1953) was hij korte tijd minister van Buitenlandse Zaken. In augustus 1953 werd hij directeur van het Marx-Engels-Lenin-Stalin Instituut en in september van dat jaar plaatsvervangend minister van Cultuur. 
In oktober 1953 werd Ackermann gearresteerd en gevangengezet. Hij werd uit al zijn partijambten gezet. In 1954 kwam hij weer vrij. Van 1954 tot 1958 was hij chef van de afdeling film van het ministerie van Cultuur. In 1956 volgde zijn rehabilitatie en in 1960 werd hij gepensioneerd. In hetzelfde jaar verschenen zijn memoires.
In 1970 werd hij onderscheiden met de Vaderlandse Verdienstenorde van de DDR. In mei 1973 benam de zwaar aan kanker lijdende Anton Ackerman zich op 67-jarige leeftijd het leven.
- Bibliothèque nationale de France: cb12077757g (data)
- Gemeinsame Normdatei: 119375753
- International Standard Name Identifier: 0000 0001 0946 7457
- Library of Congress Control Number: no2006025790
- Nationale Bibliotheek van Israël: 987007436417305171
- Nederlandse Thesaurus van Auteursnamen: 099832062
- SNAC: w66522v6
- Système universitaire de documentation: 029076641
- Virtual International Authority File: 35389
- WorldCat: E39PBJjCVqdmkfRwDHFF3VWkXd